# Hymenolobus
Hymenolobus é um género botânico pertencente à família Brassicaceae.

## Espécies
- Hymenolobus alatus J.M. Black
- Hymenolobus divaricatus Nutt. ex Torr. & A. Gray
- Hymenolobus erectus Nutt. ex Torr. & A. Gray
- Hymenolobus pauciflorus A. W. Hill
- Hymenolobus perpusillus (Hemsl.) Jafri	
  - Hymenolobus procumbens (L.) Nutt.
  - Hymenolobus procumbens (L.) Nutt. ex Torr. & A. Gray
  - Hymenolobus procumbens var. diffusus Maire & Weiller
  - Hymenolobus procumbens var. integrifolius Maire & Weiller
  - Hymenolobus procumbens var. maritimus Maire & Weiller
  - Hymenolobus procumbens var. pauciflorus Maire
  - Hymenolobus procumbens subsp. pauciflorus Schinz & Thell.
  - Hymenolobus procumbens subsp. procumbens Nutt. ex Schinz & Thell.
  - Hymenolobus procumbens subsp. prostii (J.Gay ex Jord.) O.Bolòs & Vigo
  - Hymenolobus procumbens subsp. revelierei (Jord.) Greuter & Burdet
- Hymenolobus pubens A. Gray
- Hymenolobus puberulus N. Busch
- Hymenolobus revelieri (Jord.) Brullo